# إلينور ستاكهاوس أتكينسون
إلينور ستاكهاوس أتكينسون (بالإنجليزية: Eleanor Stackhouse Atkinson) (1863 - 4 نوفمبر 1942)؛ مُدرسة، صحفية وروائية أمريكية.